# Distretto di Kam"janec'-Podil's'kyj
Il distretto di Kam"janec'-Podil's'kyj (in ucraino Кам'янець-Подільський район?) è un distretto nell'oblast' di  Chmel'nyc'kyj in Ucraina. Il suo centro amministrativo è la città di Kam"janec'-Podil's'kyj. Ha una popolazione di 279 789 abitanti
Il 18 luglio 2020, come parte della riforma amministrativa dell'Ucraina, il numero di distretti dell'oblast di Chmel'nyc'kyj è stato ridotto a tre e l'area del distretto di Kam"janec'-Podil's'kyj è stata notevolmente ampliata.